# 川津安代
川津 安代（かわづ やすよ、7月8日 - ）は、日本の女性声優。オフィス薫所属。東京都出身。

## 略歴
勝田声優学院第9期、
オフィス薫附属声優養成所第2期卒業生。

## 人物
音域はソプラノ。
資格は中学・高校教員免許（社会科）、医療事務。趣味は読書。

## 出演

### テレビアニメ
- あたしンち（生徒3、リカ）
- キャットドッグ（コシュリーク）
- クレヨンしんちゃん（2005年、看護師A、女性店員C）

### OVA
- Canvas 〜セピア色のモチーフ〜（ラジオの声）
- 弥勒様の話

### 劇場版アニメ
- フシギのたたりちゃん

### 吹き替え
- あなたにムチュー
- 緊急救命獣医（ワン獣医師）
- ワイルド・ショー

### 舞台
- ヴァニティーズ
- セイムタイム・ネクストイヤー
- HOTEL ZOO
- 野生の女